# 척추뒤전위
후방전위(retrolisthesis) 또는 척추후방전위는 한 척추뼈몸통이 하부 척추뼈에 대해 탈구보다 덜 심하게 뒤로 이동된 것을 말한다.

## 분류
후방전위는 척추뒤전위(retrospondylolisthesis, 척추뒤전위증, 후방척추전위, 후방척추전위증)라고도 한다.

## 같이 보기
- 척주뒤굽음
- 척주옆굽음증
- 척주앞굽음